# Harmonie "De Vriendenkrans"
Harmonie De Vriendenkrans is een harmonieorkest uit de Nederlandse plaats Heel dat opgericht werd in 1856. 

## Oudste geschiedenis
In 2021 werd na nieuw archiefonderzoek ontdekt dat de harmonie veel ouder is dan 1884, het jaartal dat lang werd aangenomen. De eerste vermelding van amateurmuziek in Heel stamt namelijk al uit 1856. Toen stond in streekkrant 'De Echte Roermondenaar' de vermelding van een concert door zanggezelschap Ste.Cécile. Waarschijnlijk is deze vereniging nog ouder geweest, maar kranten of andere archiefstukken van voor die tijd zijn er niet. Samen met de Koninklijke Harmonie van Roermond, de Koninklijke Harmonie van Thorn (als rechtsopvolger) en Harmonie St. Cecilia Maasbracht (idem), behoorde Ste Cécile (en daarmee ook rechtsopvolger De Vriendenkrans) tot de vroegste muziekverenigingen van Midden-Limburg.

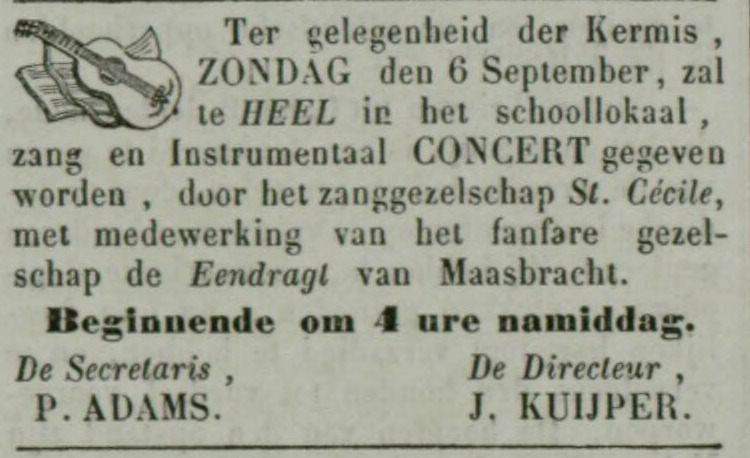
Uit de 'Echte Roermondenaar van 12 januari 1856; Ste Cécile uit Heel geeft samen met fanfare De Eendracht Maasbracht een concert

## Vriendenkrans
Deze liedertafel ging zich in 1864 'De Vriendenkrans' noemen, waarschijnlijk onder invloed van president en kasteelheer Hubert Hermans (van Kasteel Heel), die ook al in Ste Cécile een voortrekkersrol vervulde.
Naast 'De Vriendenkrans was er in Heel ook nog een andere zangvereniging, 'De Eendracht'. Dit koor stond onder leiding van Peter-Johannes ('Petrannes' in het Limburgs) Knoops, die een zekere basiskennis van muziek moet hebben gehad. Volgens een krantenartikel leidde hij in 1874 een fanfaregezelschap uit Heel, waarvan het programma bewaard is gebleven. 

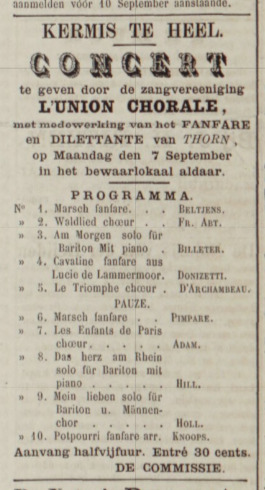
Uit ´De Maas- en Roerbode van 22 augustus 1874; De fanfare van Heel o.l.v. P.J.Knoops, geeft een kermisconcert waarvan het programma bewaard is gebleven.

 Beide zanggezelschappen en de fanfare bleven naast elkaar bestaan, waarbij het erop lijkt dat de fanfare een onderdeel was van 'De Eendracht'. Rond 1880 fuseren de drie gezelschappen en gaan aanvankelijk verder als 'De Eendracht'. In 1886 gaat de fanfare toch de naam 'De Vriendenkrans' voeren, en ook de zangafdeling blijft zeker tot 1906 voortbestaan.

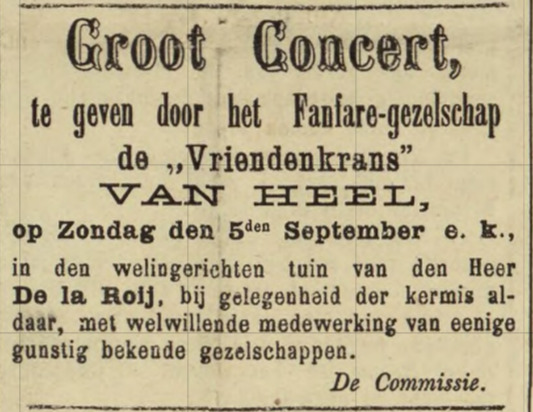
Uit 'De Maas- en Roerbode' van 28 augustus 1886; Fanfare De Vriendenkrans wordt voor het eerst in de krant genoemd.

 Het waarom is niet helemaal duidelijk, waarschijnlijk verkeerde het vaandel met die naam in de beste staat. In 1908 werd de fanfarebezetting omgezet naar die van een harmonie.

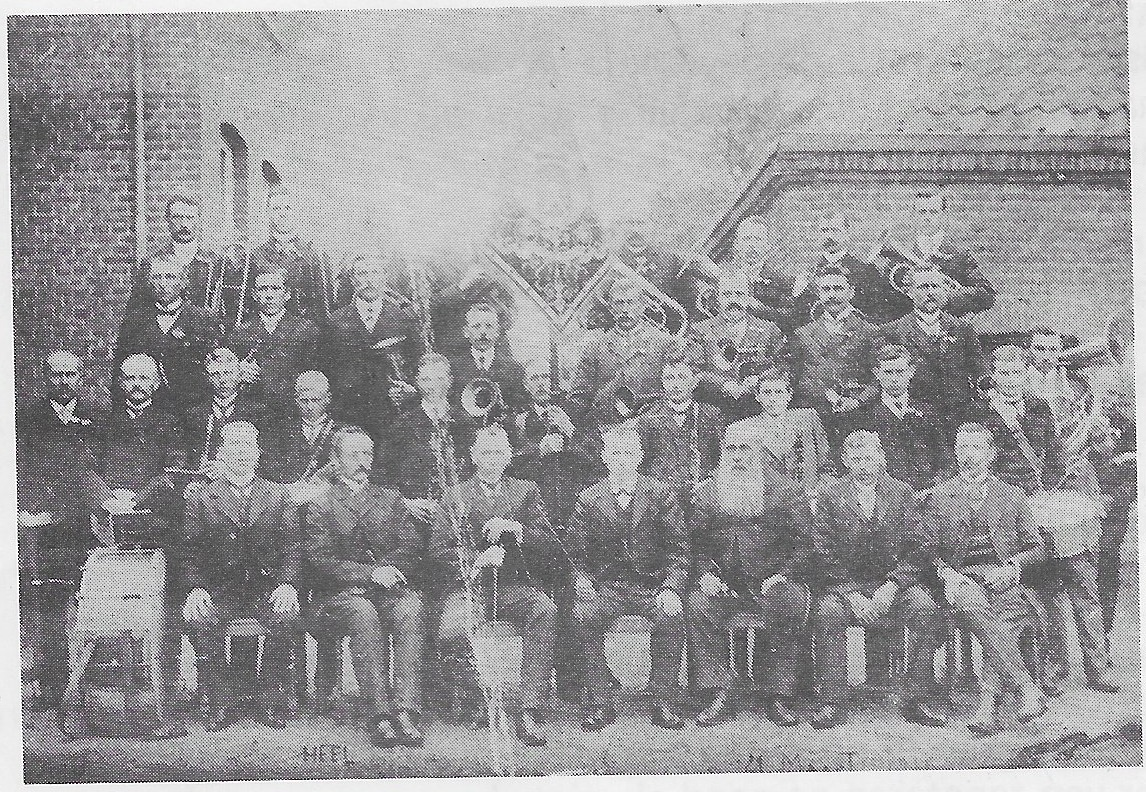
Oudst bekende foto van harmonie De Vriendenkrans, ca. 1911.

## Concourssuccessen
Pas na de omzetting naar harmonie in 1908, nam De Vriendenkrans voor de eerste keer deel aan een concours. Dat gebeurde in 1912 in de 4e afdeling, onder leiding van dirigent Jos Smeets. Het muzikale peil groeide gestaag, en vooral de benoeming van Guillaume Pörteners tot dirigent in 1928, heeft veel aan de groei bijgedragen. Hij leidde de harmonie in 1933 naar de  (destijds hoogste) Ere-Afdeling. 

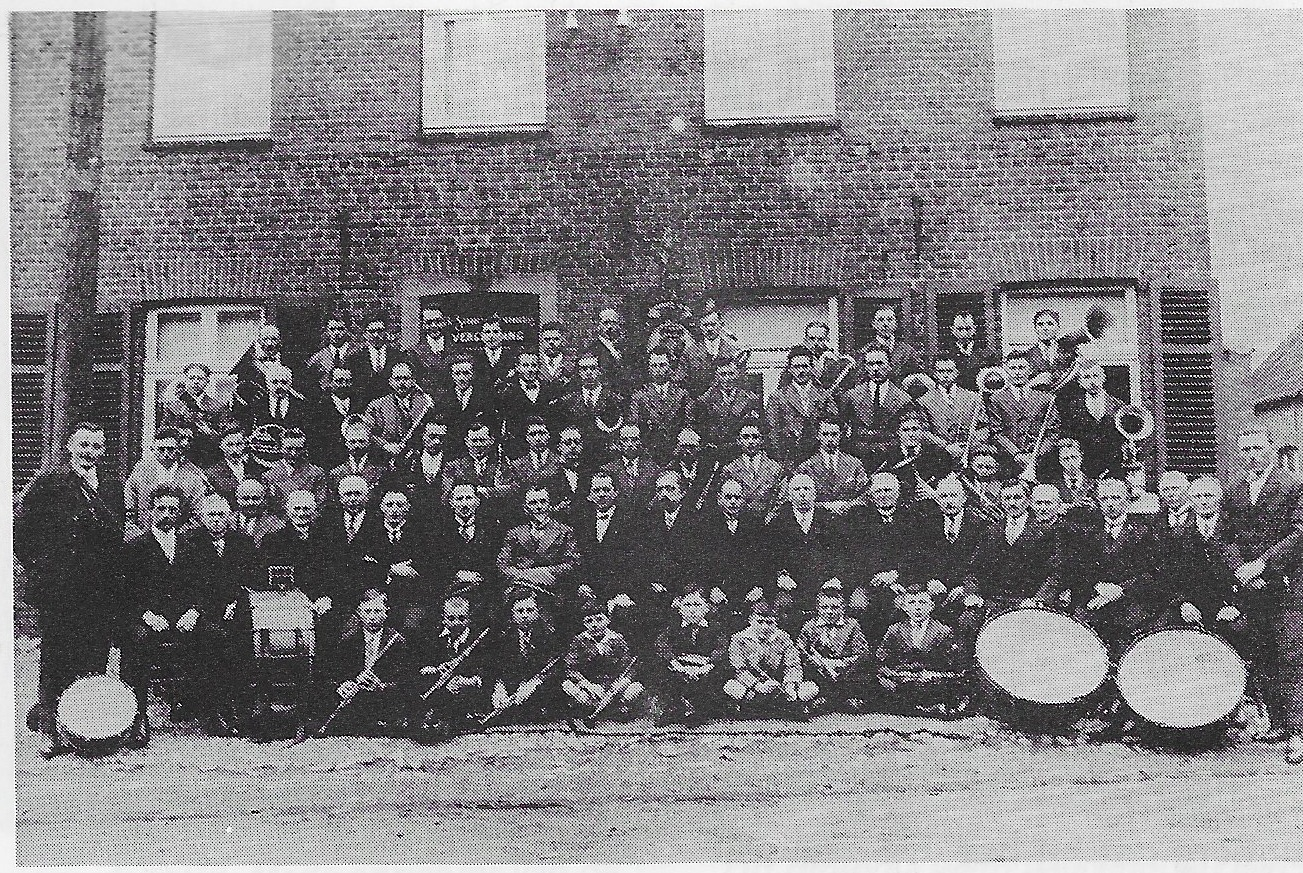
Harmonie De Vriendenkrans Heel, ca. 1930 toen ze al in de hoogste afdelingen musiceerden.

Na de Tweede Wereldoorlog werd tot 1953 de stijgende lijn van vóór de oorlog doorgetrokken. In dat jaar behaalde men op een concours in Heythuysen alle prijzen die er maar te halen vielen, behalve de prijs voor de verst-komende vereniging. Daarna nam dirigent Pörteners na 25 jaar afscheid en zakte het peil wat in, waardoor men jarenlang in de middenmoot van de 1e afdeling en de afdeling Uitmuntendheid bleef hangen. Pas einde jaren '70 ging het onder bezielende leiding van Josef Suilen bergopwaarts. In 1979 promoveerde De Vriendenkrans tijdens de bondsconcoursen van de Limburgse Bond in de Federatie van Katholieke Muziekbonden in Nederland naar de Ere-Afdeling, en in 1983 naar de Superieure Afdeling. In 1979 en 1984 werd de harmonie ook nog landskampioen in respectievelijk de 1e- en de Ere-afdeling.
Tussen 1989 en 2015 werd in de hoogste afdeling in totaal vier maal een eerste prijs met lof der jury behaald. Onvergetelijk in dit rijtje is de deelname aan het Wereld Muziek Concours te Kerkrade in 1989 en in 2005, hoewel bij die laatste deelname het aantal punten met een 'gewone' eerste prijs wat tegenviel. 
Concertreizen
De vereniging ondernam ook concertreizen. De eerste was in 1934 een dagreis naar Antwerpen, met concert op de Groenplaats en in de Zoo. In de jaren '50 gaat men een paar keer naar Luxemburg maar na 1990 breekt de tijd van de grote concertreizen aan. Zo ging het naar Tsjechië, Oostenrijk, Italië en Duitsland. 
Dorpsleven
De vereniging neemt een belangrijke plaats in het dorp in en niet alleen door het geven van concerten en het opluisteren van dorpsfestiviteiten zoals koningsdag, eerste communie, processie, draaksteken en intocht van Sinterklaas. 

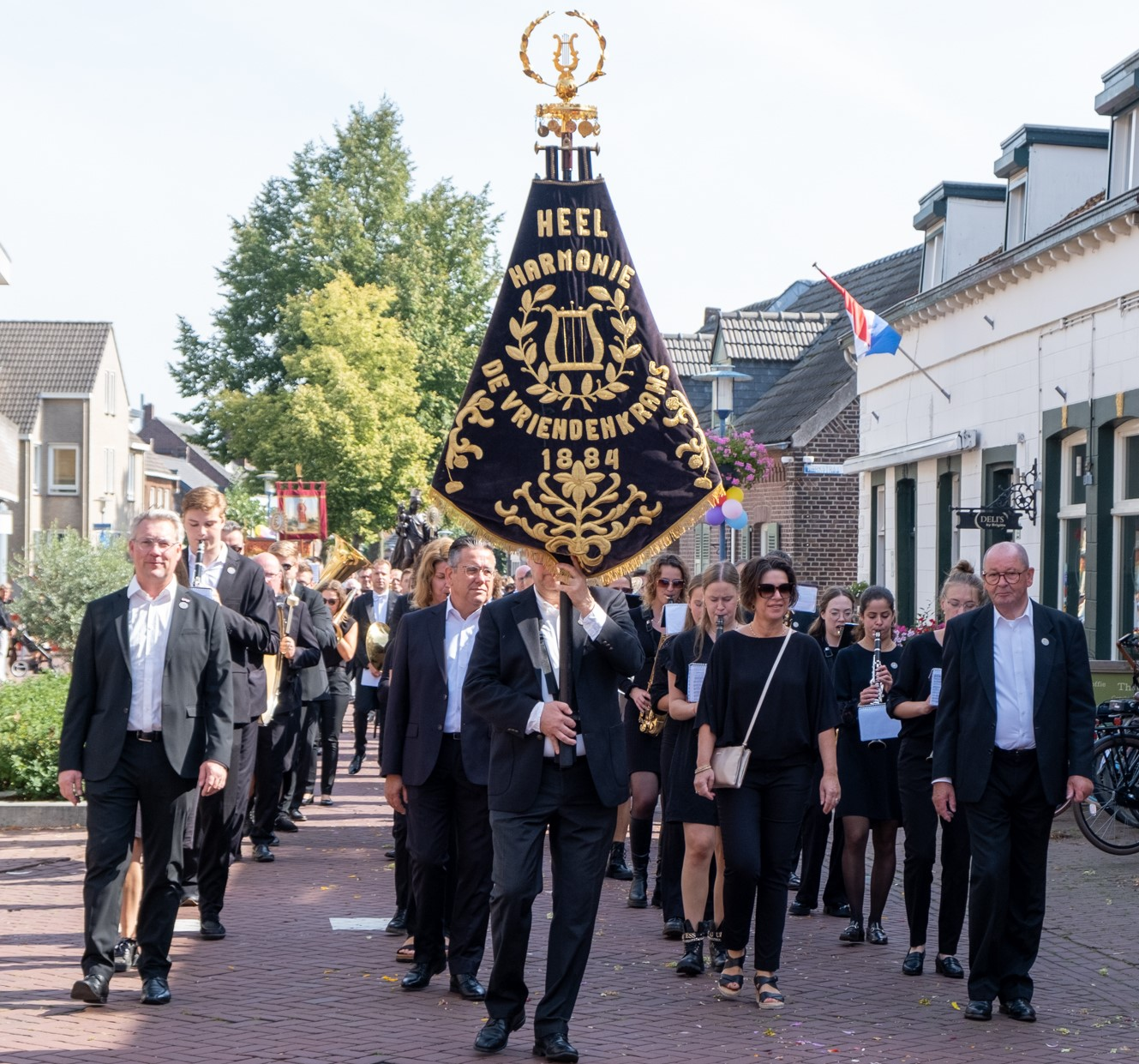
Harmonie de Vriendenkrans tijdens de jaarlijkse processie in Heel. Op het vaandel staat nog het jaartal van voor de historische ontdekking.

 De harmonie laat ook met carnaval haar muzikale sporen na in het dorp door een drietal joekskapellen, die uit de harmonie voortkomen of waar harmonieleden in meespelen: 'De Rettichband', 'De Prinsekepel' en 'De Baerekepel'.

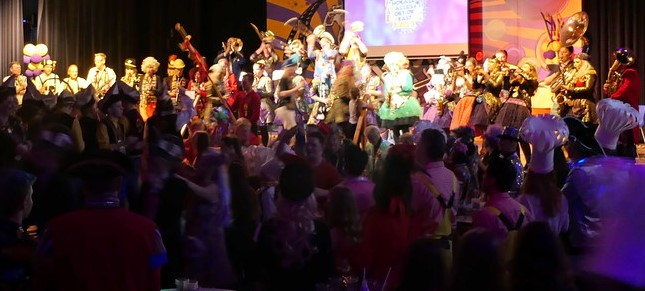
De verzamelde dweilorkesten van Heel in volle actie met carnaval.

Sinds 2007 wordt het harmonieorkest geleid door Martien Maas en telt zo'n 65 spelende leden. Daarnaast is er ook nog een ca. 40 leden tellende jeugdharmonie. 

## Dirigenten
- 1856-1866 (?) Klinkum
- 1866-1874 Hendrik Hamaekers
- 1874-1901 Peter-Johannes Knoops (Petrannes)
- 1901-1908 Henri Smeets
- 1908-1928 Jos Smeets
- 1928-1953 Guillaume Pörteners
- 1953-1956 Pierre Steyvers
- 1956-1965 Theo Van Overvelt
- 1965-1965 Pierre Kuijpers
- 1965-1969 Leon van Acht
- 1969-1971 Willy Schobben
- 1971-1976 Piet Wolters
- 1976-1978 Jan Peeters
- 1978-1990 Josef Suilen
- 1990-1992 Frenk Rouschop
- 1992-1995 Frans Scheepers
- 1995-1997 Ingeborg Stijnen
- 1997-2005 Josef Suilen
- 2005-2007 Jean-Pierre Cnoops
- 2007- heden Martien Maas

## Voorzitters
- 1856-1866: J.Cuijpers
- 1868-1877: Hubert Hermans jr.
- 1877-1886: Adrianus Beunen
- 1886-1908: J.Geelen
- 1908-1910: Henri de la Roy
- 1910-1911: Antoon Linssen
- 1911-1933: Frans Stultjens
- 1933-1945: Peter Jacobs
- 1945-1953: J.H.Delhoofen
- 1953-1969: Dr. Guus Verstraelen
- 1969-1972: Ir.J.de Jonge
- 1972-1977: Jo Drabbels
- 1977-1999: Peter Bokken
- 1999-2002: Rob Mintjens
- 2002-2008: Francis van de Braak
- 2008-2018: Richard Steinbusch
- 2018-2020: Vacant
- 2020-2023: Jacqueline Schulteis
- 2023-Heden: Koos Luijten